# Жовта маска
«Жовта маска» («Kollane mask») — радянський художній фільм 1979 року, знятий режисером Ельві Коппелем на Естонському телебаченні.

## Сюжет
Дитячий телевізійний детектив за мотивами однойменної повісті болгарського письменника Ніколая Мізійскі. У цій веселій історії про піонерів Сашка Александрова, Крума Петрова та інших — усі ознаки захоплюючого пригодницького жанру: таємниця, погоня, обман, розслідування, зіткнення з невідомим… Як і належить у таких випадках, істина відкривається в самому кінці. А почалося це все з того, що ввічливий і вихований хлопчик, бажаючи виглядати в очах своїх друзів самостійним і незалежним, потрапив у скрутне становище. Тут і потрібні були не тільки спостережливість, винахідливість і сміливість, а й інші, не менш важливі душевні якості, які кожному корисно в собі виховати.

## У ролях
- Олаві Антонс — Саша
- Лаурі Аав — Крум
- Майя Волкова — Калинка
- Калью Орро — Трифон Манолов, брат Калинки
- Март Тоомра — професор Стремський
- Сільвія Лайдла — дружина професора
- Лейда Ару — тітка Бона
- Урсула Ріор — Дошка
- Меріке Кійвер — Пінка
- Тармо Кірсіпуу — Валентин
- Райт Кілланді — Жора
- Олаві Паалман — Степан
- Моніка Нисумаа — епізод

## Знімальна група
- Режисер — Ельві Коппель
- Оператори — Рейн Спулге, Рейн Ліллмаа, Юрі Сууревяля, Вайдо Саар
- Композитор — Тиніс Кирвітс
- Художник — Айно Тарвас